# Europese kolonisatie van Amerika
De Europese kolonisatie van Amerika begon volgens de meeste dateringen in 1492, toen Christoffel Columbus in Amerika aankwam. Onder andere de Britten, Fransen, Spanjaarden en Nederlanders vestigden zich in kolonies in Amerika. Rond het jaar 1000 arriveerden er weliswaar reeds Vikingen in Amerika, al bleven ze slechts enkele tientallen jaren. Een enkele nederzetting van hen is teruggevonden, namelijk L'Anse aux Meadows op het Canadese eiland Newfoundland.
De kolonisatie begon langs de oostkust en in de Caraïbische Zee, waaronder de eilanden Hispaniola, Puerto Rico en Cuba. Begin 16e eeuw breidde het zich uit naar Zuid-Amerika. Uiteindelijk leidde de kolonisatie ertoe dat het hele westelijk halfrond onder controle van Europese staten kwam te staan. De ontdekking van Amerika door Columbus leidde tot een wereldwijde uitwisseling van gewassen, dieren en ziektes. Dit proces staat bekend als de Columbiaanse uitwisseling.

## Verloop

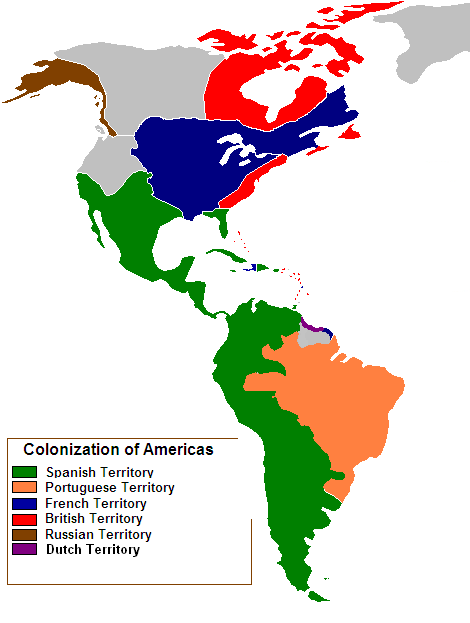
Amerika, zoals verdeeld over de verschillende Europese landen rond 1750

De eerste verkenningen en veroveringen van het Amerikaans grondgebied werden gedaan door de Spanjaarden en Portugezen. Dit begon met de komst van Christoffel Columbus, die in Amerika belandde toen hij een andere route naar India zocht. In 1494 werd het Verdrag van Tordesillas opgesteld, dat de ontdekte gebieden verdeelde tussen de Spanjaarden en Portugezen. Na Columbus volgden andere ontdekkingsreizigers zoals John Cabot, Pedro Álvares Cabral, Amerigo Vespucci (die vaststelde dat Columbus een Nieuwe Wereld had ontdekt), Giovanni da Verrazzano, João Vaz Corte-Real en Vasco Núñez de Balboa.
In 1519 veroverden de Spanjaarden onder leiding van Hernán Cortés Mexico op de Azteken. Deze Spaanse veroveraars stonden bekend als de Conquistadores. Het idee dat de Spanjaarden Amerika met minimale middelen veroverden is echter historisch onjuist. Archeologisch onderzoek heeft aangeduid dat er Spaans-Indiaanse samenwerkingen bestonden van honderdduizenden soldaten. Ondanks hun wapens, waaronder kanonnen, kostte het de Spanjaarden nog veel moeite de eerste kolonies te stichten en in stand te houden. Conflicten met de oorspronkelijke bevolking resulteerden in onder andere de Arauco-oorlog en de Chichimekenoorlog. Francisco Pizarro veroverde het Incarijk, daarbij geholpen door 40.000 inheemse krijgers. Portugal koloniseerde ondertussen Brazilië.
Andere Europese landen betwistten het Verdrag van Tordesillas, daar zij niet bij de opstelling ervan waren betrokken. Engeland en Frankrijk hadden ook plannen om kolonies te stichten in Amerika. Deze pogingen draaiden aanvankelijk op niets uit, maar in de 17e eeuw hadden de Britten, de Fransen, en de Republiek der Zeven Verenigde Nederlanden succes. Enkele van deze kolonies werden gevestigd op eilanden in de Caraïbische Zee, waarvan de oorspronkelijke bevolking door de Spanjaarden al was gedood of bezweken aan Europese ziektes. Enkele vroege Europese kolonies in Noord-Amerika waren Spaans Florida, Spaans-Nieuw-Mexico, de Britse kolonie Virginia, de Franse kolonies Acadië en Canada, de Nederlandse kolonie Nieuw-Nederland en de Zweedse kolonie Nieuw-Zweden. In de 18e eeuw nam het koninkrijk Denemarken en Noorwegen zijn kolonies in Groenland weer in, terwijl het keizerrijk Rusland beslag legde op Alaska.
Naarmate meer landen interesse kregen in Amerika, namen spanningen tussen de kolonies toe en werd de strijd om terrein onvermijdelijk. Kolonisten werden geregeld aangevallen door buurkolonies van andere landen. Ook kregen ze te maken met de oorspronkelijke bewoners. Voor hen was de kolonisatie echter desastreus. In de eerste 150 jaar na de komst van Columbus nam de populatie oorspronkelijke bewoners in Amerika met 80% af. Dit kwam grotendeels door ziektes die de kolonisten met zich meebrachten, zoals de pokken, tyfus, griep, difterie, en mazelen. In totaal bezweek 95% van de oorspronkelijke bewoners van Amerika aan deze ziektes.

## Overzicht
De Europese kolonies in Amerika, geordend naar land, waren:
Brits
- Brits-Amerika (1607-1783)
  - Dertien koloniën (1607-1783)
  - Brits Noord-Amerika (1783-1907)
  - Rupertland (1670-1870)
- Brits-West-Indië
- Belize

Hertogdom Koerland en Semgallen
- Nieuw-Koerland (Tobago) (1654-1689)

Denemarken
- Deens-West-Indië (1754-1917)
- Groenland (1814 – heden)

Nederland
- Nederlands-Brazilië (1630-1654)
- Nederlands-Guiana (nu Guyana en Suriname)
- Nieuw-Nederland (1609-1667)
- Nederlandse Antillen en Tobago
- Nederlandse Maagdeneilanden

Frankrijk
- Nieuw-Frankrijk (1604-1763)
  - Acadië (1604-1713)
  - Canada (1608-1763)
  - Louisiana (1699-1763, 1800-1803)
  - Newfoundland (1662-1713)
  - Île Royale (1713-1763)
- Frans-Guyana (1763 – heden)
- Franse Antillen
- Saint-Domingue (1659-1804, nu Haïti)
- Tobago
- Maagdeneilanden
- France antarctique (1555-1567)
- France équinoxiale (1612-1615)

Portugal
- Koloniaal Brazilië (1500-1815)
- Cisplatina (1808-1822, nu Uruguay)
- Barbados (1536-1620)
- Frans-Guyana (1809-1817)

Rusland
- Russisch-Amerika (nu Alaska, 1799-1867)

Spanje
- Cuba (tot 1898)
- Onderkoninkrijk Nieuw-Granada (1717-1819)
  - Venezuela
- Nieuw-Spanje (1535-1821)
  - Nueva Extremadura
  - Nieuw-Galicië
  - Nuevo Reino de León
  - Nuevo Santander
  - Nueva Vizcaya
  - Las Californias
  - Santa Fe de Nuevo México
- Onderkoninkrijk Peru (1542-1824)
- Puerto Rico (tot 1898)
- Onderkoninkrijk van de Río de la Plata (1776-1814)
- Santo Domingo (1861-1865)

Zweden
- Nieuw-Zweden (1638-1655)
- Saint Barthélemy (1785-1878)
- Guadeloupe (1813-1815)